# Polymorphic Poly 88
Polymorphic Poly 88 (POLY 88) је професионални рачунар, производ фирме Polymorphic који је почео да се израђује у Сједињеним Америчким Државама током 1976. године.
Користио је 8080A као централни микропроцесор а RAM меморија рачунара POLY 88 је имала капацитет од 512 бајтова до 32 KB.

## Детаљни подаци
Детаљнији подаци о рачунару POLY 88 су дати у табели испод.
|                       |                                                              |
| [ 1 ]                 |                                                              |
| Произвођач            |                                                              |
| Тип                   | професионални рачунар                                        |
| Меморија              | 512 бајтова до 32 KB.                                        |
| Поријекло             | Сједињене Америчке Државе                                    |
| Година                | 1976                                                         |
| Тастатура             | Пуни помак тастера, 54 тастера (произвођач Cherry)           |
| Процесор              |                                                              |
| Фреквенција процесора | 2 8080A, на 1,8432 (подешено за лак рад са серијским портом) |
| RAM                   | 512 бајтова до 32 KB.                                        |
| ROM                   | монитор 1 (2 опционо)                                        |
| Текст                 | 40 знакова x 25 линија                                       |
| Графика               | полу-графички мод (128 x 48)                                 |
| Боја                  | једна боја                                                   |
| Звук                  | нема (доступно са S100 плочама)                              |
| Димензије             | 11 (ширина) x 17,5 (висина) x 43 (дубина)                    |
| Портови               |                                                              |
| Оперативни систем     |                                                              |